# 프리에비자

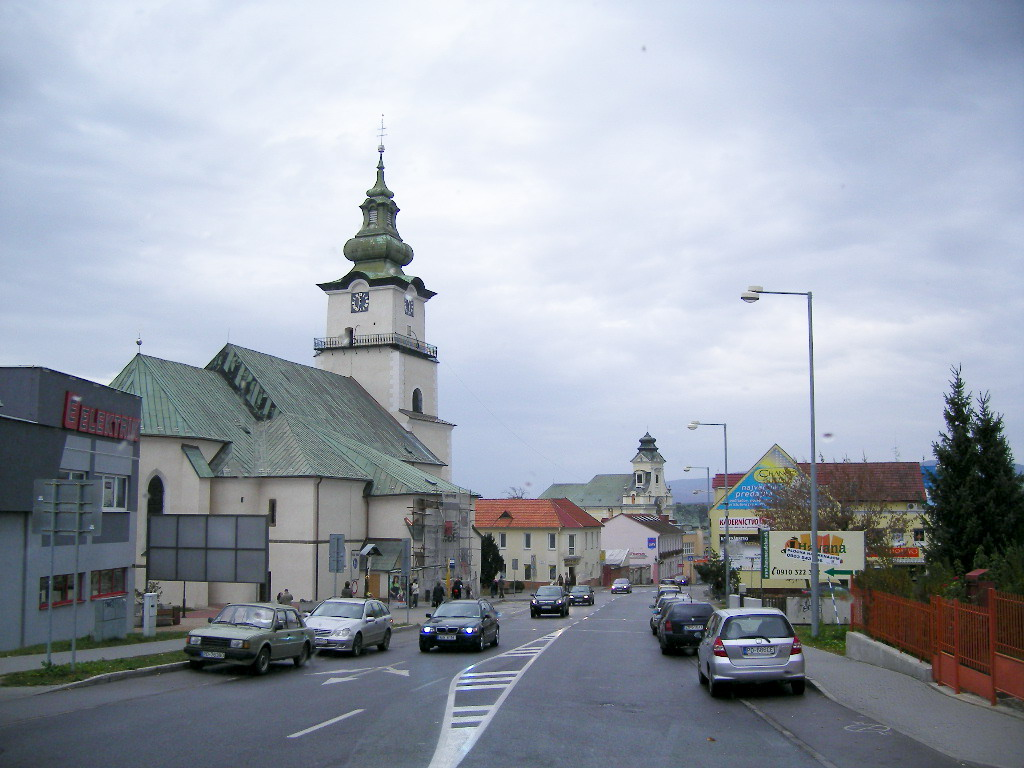
프리에비자

프리에비자(슬로바키아어: Prievidza, 헝가리어: Privigye 프리비제[*], 독일어: Priwitz 프리비츠[*])는 슬로바키아 중서부 트렌친 주에 위치한 도시로, 면적은 43.063km2, 높이는 280m, 인구는 51,201명(2006년 기준), 인구 밀도는 1,189명/km2이다.
1113년 "Preuigan"이라는 이름으로 처음 등장했으며 1383년 왕립 자유 도시로 지정되었다.

시 문장

## 인구
인구는 2001년 인구 조사를 기준으로 53,097명으로 집계되었다. 이 가운데 96.65%는 슬로바키아인이고 0.95%는 체코인, 0.48%는 헝가리인, 0.29%는 로마인과 독일인이다. 전체 인구 가운데 61.91%는 로마 가톨릭 교회 신자이고 29.01%는 무교(종교 없음), 2.29%는 루터교 신자이다.